# EARTH IN THE DARK 〜青空にむかって〜
EARTH IN THE DARK 〜青空にむかって〜（アース・イン・ザ・ダーク あおぞらにむかって）は2008年3月に発表された、TOSHIのシングル。

## 批評
CDジャーナルは「ゆるやかに紡がれる哀愁の旋律を湛えた叙情チューンの中で、熱くメッセージを伝える」と評した。

## 収録曲
1. EARTH IN THE DARK (Band Version)
2. EARTH IN THE DARK (Strings Version)
3. EARTH IN THE DARK (Instrumental Version)
4. EARTH IN THE DARK (Orginal Karaoke)